# Districte de Narmadapuram
El districte de Narmadapuram, conegut anteriorment com a districte de Hoshangabad, és una divisió administrativa a l'estat de Madhya Pradesh, Índia, amb capital a Narmadapuram. La superfície és de 5.408.23 km² i la població d'1.084.265 habitants (2001), distribuïda en 923 pobles.

## Divisió administrativa
7 Tehsils, 7 blocs de desenvolupament, 428 Gram Panchayats, 7 Zanpad Panchayats, àrees urbanes i 4 municipalitats
Els tehsils són:
- Hoshangabad
- Babai
- Itarsi
- Sohagpur
- Bankhedi
- Pipariya
- Seoni-Malwa

Els blocs són: Narmadapuram, Makhan Nagar, Pipariya, Bankhedi o Bankheri, Sohagpur, Khesla, Khirkiya/Seoni-Malwa

## Geografia
Està situat a la part inferior de la vall del Narbada que forma el límit nord. A la part sud hi ha unes derivacions de les muntanyes Satpura. Els rius principals a part el Narbada, són el Dhudi, el Tawa, el Ganjal i el Machak. El Pachmarhi Sanctuary (461.37 km²) és part de la Reserva de Biosfera de Pachmarhi que s'estén per dos districtes més (Betul i Chhindwara).

## Història
La història del districte és poc coneguda abans de la invasió maratha. La ciutat de Narmadapuram hauria agafat el nom de Hoshang Shah de Malwa (1405-1434) que hauria passat per la zona quan anava a Kherla, capital d'una dinastia gond que va sotmetre el 1433. Sota Akbar el Gran la vila d'Handia, dins el districte, fou seu d'un sarkar, amb un faudjadr, un diwan, i una guarnició mogol; Seoni estava agregada al principat de Bhopal i Hoshangabad no és esmentada. Es creu que la part oriental del districte mai no fou efectivament conquerida pels mogols i va restar en mans dels gonds.
A l'inici del segle xviii, amb la decadència mogol, tot el districte va retornar als gonds; la part oriental va estar regida per quatre rages gonds de Sobhapur i Fathepur feudataris del regne gond de Mandla; el centre formava els territoris de la dinastia gond de Deogarh; i l'oest estava en mans dels caps menors de Makrai i Makla.
Vers el 1720 Dost Muhammad, fundador del principat de Bhopal, es va apoderar d'Hoshangabad i d'un extens territori a l'entorn, i va construir un poderós fort a la ciutat. El 1742 els peshwa Balaji Baji Rao va passar per la zona en el seu atac a Mandla i va conquerir la pargana d'Handia. Vuit anys després Raghuji Bhonsla de Nagpur va assaltar tot el territori entre Gawilgarh i Mahadeo i va dominar el territori a l'est d'Handia i al sud del Narbada excepte el territori dominat pels sobirans de Bhopal.
El conflicte armat entre Bhopal i Nagpur es va iniciar el 1795 i va durar amb escasses interrupcions, durant 20 anys. El 1795 els bhonsle de Nagpur van ocupar Hoshangabad però Wazir Muhammad, el ministre en cap de Bhopal i virtual governant de l'estat, la va recuperar el 1802 quan el kiladar (governador), alarmat, la va entregar sense lluita. Encoratjat per l'èxit i per l'ocupació de Seoni, Wazir Muhammad va atacar la pargana de Sohagpur i va assetjar el fort de la capital d'aquesta, però la sort el va abandonar i una força maratha va obligar a aixecar el setge derrotant a Wazir Muhammad amb fortes pèrdues. Wazir fou perseguit fins Hoshangdbad; l'exèrcit de Nagpur no va poder ocupar la ciutat llavors i després d'un setge sense resultat, van cremar el que van poder i es van retirar. Finalment els dominis de Bhopal al nord del Narbada foren perduts davant els marathes el 1808 i les forces de Nagpur van atacar altre cop la ciutat i el 1809, Hoshangabad fou assaltada i, després de tres mesos de lluita, la guarnició, tallades les comunicacions amb Bhopal, es va rendir. Wazir va demanar ajut als pindaris, que van acudir, però després el van abandonar, i van saquejar el país en totes direccions, i es creu que ni un sol poble es va lliurar del saqueig i de ser cremat almenys una o dues vegades durant els 15 anys que van durar les depredacions dels pindaris. La major part del districte va quedar despoblat; finalment els pindaris foren eliminats el 1817.
El 1818 la part del districte corresponent als marathes bhonsles de Nagpur fou cedida als britànics per un acord que fou confirmat per un tractat el 1826. El 1844 les comarques d'Harda i Handia foren cedides temporalment per Sindhia com a pagament pel contingent de Gwalior i el 1860 la transferència va esdevenir definitiva i el 1861 es va formar el districte d'Hoshangabad. El motí dels sipais del 1857 va afectar molt poc al territori que després fou el districte i només es van produir alguns disturbis a Harda i una revolta menor d'un petit senyor local a les muntanyes Mahadeo; el cap rebel Tantia Topia va creuar el districte el 1858 però en cap moment l'autoritat britànica va estar amenaçada.
Dins el districte hi havia enclavat el petit estat feudatari de Makrai, al centre del tahsil de Harda.
La superfície el 1881 era d'11.237 km² i el 1901 de 9.342 km², i la població: 
- 1881: 467.191
- 1891: 497.487
- 1901: 449.165.

Estava dividt en quatre tahsils: 
- Hoshangabad
- Harda
- Sohagpur
- Seoni-Malwa

Els tahsils d'Harda i Seoni-Malwa formaven una subdivisió (amb seu a Harda) perquè aquesta part no pertanyia inicialment al districte.
El 1896 una part del tahsil d'Harda fou transferida al districte de Nimar. El tahsil d'Hoshangabad mesurava 2082 km² amb una població el 1901 de 125.071 habitants (però 137.811 el 1891) i les ciutats de Hoshangabad (14.940 habitants), capital del districte i del tahsil, i d'Itarsi (5.769 hab.) i 309 pobles.
El districte tenia sis ciutats: Harda, Hoshangabad, Seoni-Malwa, Sohagpur, Itarsi, i Pachmarhi, i 1.334 pobles. El 84% de la població eren hindus i la llengua principal era el dialecte bundela del hindi (i en una part el dialecte malwi del rajput). Les ètnies principals eren els gonds i els korkfis.
El 1998 la part occidental del districte en fou segregada per formar el districte d'Harda.

## Llocs interessants
Llocs interessants són l'illa de Joga, al Narbada, prop d'Handia, amb un fort; una cova dedicada a Mahadeo a Khatama a 15 km d'Itarsi; i un fort a Bagra atribuït a Hoshang Shah.